# Nāḩiyat Qamşīyah
Nāḩiyat Qamşīyah (arabiska: ناحية قمصية) är ett subdistrikt i Syrien.   Det ligger i provinsen Tartus, i den västra delen av landet, 170 km norr om huvudstaden Damaskus.
Trakten runt Nāḩiyat Qamşīyah består till största delen av jordbruksmark. Runt Nāḩiyat Qamşīyah är det tätbefolkat, med 511 invånare per kvadratkilometer.